# Collegio plurinominale Lombardia 2 - 02 (2017)
Il collegio elettorale plurinominale Lombardia 2 - 02 è stato un collegio elettorale plurinominale della Repubblica Italiana per l'elezione della Camera tra il 2017 ed il 2022.

## Territorio
Come previsto dalla legge elettorale italiana del 2017, il collegio è stato definito tramite decreto legislativo all'interno della circoscrizione Lombardia 2.
Il collegio comprendeva la zona definita dai cinque collegi uninominali Lombardia 2 - 01 (Sondrio), Lombardia 2 - 05 (Como), Lombardia 2 - 06 (Cantù), Lombardia 2 - 07 (Merate) e Lombardia 2 - 08 (Lecco).

## Dati elettorali

### XVIII legislatura
Come previsto dalla legge elettorale, 386 deputati erano eletti in 63 collegi plurinominali con ripartizione proporzionale a livello nazionale tra le coalizioni e le singole liste che avessero superato la soglia di sbarramento stabilita.
Nel collegio venivano eletti 14 deputati.
| Liste          | Liste                                       | Proporzionale | Proporzionale | Proporzionale | Maggioritario | Maggioritario | Maggioritario |  |
| Liste          | Liste                                       | Voti          | %             | Seggi         | Voti          | %             | Seggi         |  |
| -------------- | ------------------------------------------- | ------------- | ------------- | ------------- | ------------- | ------------- | ------------- |  |
|                | Lega                                        | 240 715       | 33,67         | 3             | 373 304       | 52,21         | 5             |  |
|                | Forza Italia                                | 97 391        | 13,62         | 1             | 373 304       | 52,21         | 5             |  |
|                | Fratelli d'Italia                           | 28 588        | 4,00          | 1             | 373 304       | 52,21         | 5             |  |
|                | Noi con l'Italia – UDC                      | 6 610         | 0,92          | –             | 373 304       | 52,21         | 5             |  |
|                | Partito Democratico                         | 135 871       | 19,00         | 2             | 160 525       | 22,45         | –             |  |
|                | +Europa                                     | 19 725        | 2,76          | –             | 160 525       | 22,45         | –             |  |
|                | Italia Europa Insieme                       | 2 509         | 0,35          | –             | 160 525       | 22,45         | –             |  |
|                | Civica Popolare                             | 2 420         | 0,34          | –             | 160 525       | 22,45         | –             |  |
|                | Movimento 5 Stelle                          | 136 196       | 19,05         | 2             | 136 196       | 19,05         | –             |  |
|                | Liberi e Uguali                             | 16 908        | 2,36          | –             | 16 908        | 2,36          | –             |  |
|                | CasaPound                                   | 6 504         | 0,91          | –             | 6 504         | 0,91          | –             |  |
|                | Italia agli Italiani (FN - MSFT)            | 4 737         | 0,66          | –             | 4 737         | 0,66          | –             |  |
|                | Il Popolo della Famiglia                    | 4 731         | 0,66          | –             | 4 731         | 0,66          | –             |  |
|                | Potere al Popolo!                           | 4 252         | 0,59          | –             | 4 252         | 0,59          | –             |  |
|                | Grande Nord                                 | 2 440         | 0,34          | –             | 2 440         | 0,34          | –             |  |
|                | 10 Volte Meglio                             | 1 791         | 0,25          | –             | 1 791         | 0,25          | –             |  |
|                | Per una Sinistra Rivoluzionaria (PCL - SCR) | 1 399         | 0,20          | –             | 1 399         | 0,20          | –             |  |
|                | Partito Valore Umano                        | 1 292         | 0,18          | –             | 1 292         | 0,18          | –             |  |
|                | Partito Repubblicano Italiano – ALA         | 460           | 0,06          | –             | 460           | 0,06          | –             |  |
|                | Blocco Nazionale per le Libertà (DC - IR)   | 414           | 0,06          | –             | 414           | 0,06          | –             |  |
| Totale         | Totale                                      | 714 953       | 100           | 9             | 714 953       | 100           | 5             |  |
|                |                                             |               |               |               |               |               |               |  |
| Schede bianche | Schede bianche                              | 11 204        | 1,51          |               |               |               |               |  |
| Schede nulle   | Schede nulle                                | 13 932        | 1,88          |               |               |               |               |  |
| Votanti        | Votanti                                     | 740 089       | 76,81         |               |               |               |               |  |
| Elettori       | Elettori                                    | 963 546       |               |               |               |               |               |  |

## Eletti

### Eletti nei collegi uninominali
Eletti nella coalizione di centro-destra (Lega - FI - FdI - NcI-UDC)
| Collegio uninominale | Eletto | Eletto         | Partito |
| -------------------- | ------ | -------------- | ------- |
| 1. Sondrio           |        | Ugo Parolo     | Lega    |
| 5. Como              |        | Laura Ravetto  | FI      |
| 6. Cantù             |        | Nicola Molteni | Lega    |
| 7. Merate            |        | Maurizio Lupi  | NcI     |
| 8. Lecco             |        | Alessio Butti  | FdI     |

1. ↑  In data 19.11.2020 aderisce al gruppo Lega - Salvini Premier

### Eletti nella quota proporzionale
| Lega                                                       | M5S                            | Partito Democratico          | Forza Italia     | Fratelli d'Italia |
| ---------------------------------------------------------- | ------------------------------ | ---------------------------- | ---------------- | ----------------- |
|                                                            |                                |                              |                  |                   |
| Eugenio Zoffili Alessandra Locatelli Roberto Paolo Ferrari | Fabiola Bologna Giovanni Currò | Mauro Del Barba Chiara Braga | Antonio Palmieri | Marco Osnato      |

1. ↑  Dimissionaria in data 17.02.2021 (assume la carica di assessora nella giunta regionale lombarda); le subentra Silvana Snider.
2. ↑  In data 24.02.2020 aderisce al gruppo misto, non iscritti; in data 16.6.2021 alla componente «Popolo Protagonista-Alternativa Popolare (AP)-Partito Socialista Italiano (PSI)»; in data 26.01.2021 torna nei non iscritti; in data 10.02.2021 alla componente «Popolo Protagonista-A.P.»; in data 27.05.2021 a Coraggio Italia; in data 23.06.2022 torna nel gruppo misto, non iscritti; in data 28.06.2022 aderisce alla componente «Vinciamo Italia-Italia al Centro con Toti».
3. ↑  In data 19.09.2019 aderisce al gruppo Italia Viva